# بوراس مدغشقري
بوراس مدغشقري (الاسم العلمي: Borassus madagascariensis) هو نوع نباتي يتبع جنس البوراس من فصيلة الفوفلية.